# كاتكوم

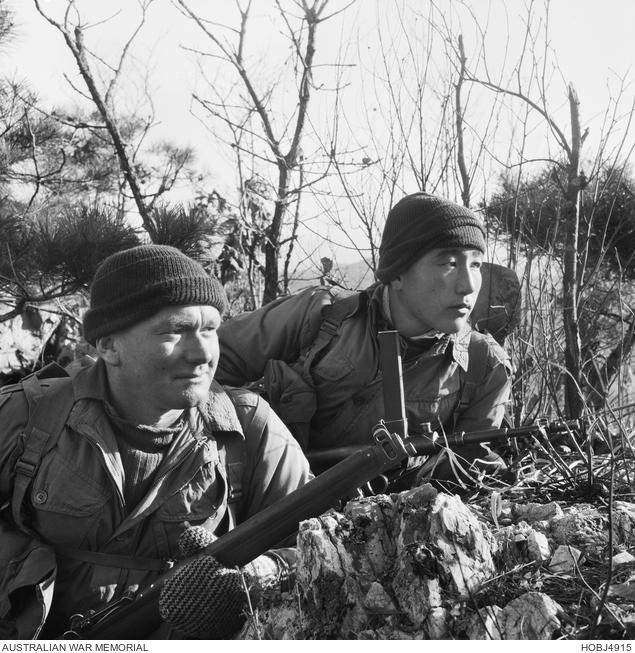
كاتكومكاتكوم

كاتكوم ترمز إلى عدد كبير من جنود كوريا الجنوبية الذين التحقوا بفرقة الكومونويلث الأولى اثناء الحرب الكورية ونظامها شبيه بنظام كاتوسا في الجيش الأمريكي. بدأ هذا النظام عام 1952 حيث تم تدريب الجنود تدريب اولي مدته 16 اسبوع بالإضافة إلى تدريب خاص على الاسلة الكندية والبريطانية، حيث انضم حوالي 99 جندي كوري لكل كتيبة بريطانية بما مجموعه 1000 جندي في الكومونويلث كاملا.
و يمكن تعريفها أيضا بشكل اوسع على انها القوات الكورية الجنوبية التي تقدم خدماتها في وحدات الامم المتحدة مثل بلجيكا وهولندا